# Monte Stivo
De Monte Stivo is een 2059 meter hoge berg in de Noord-Italiaanse provincie Trente. De berg verheft zich ten noordoosten van Riva del Garda aan het Gardameer.
De berg is de zuidelijkste top van de Bondonegroep die gelegen is tussen het Valle dei Laghi en het dal van de Adige (Val Lagarina). Nabij de top ligt op 2009 meter hoogte de berghut Marchetti die van juni tot en met september geopend is. Twee belangrijke uitgangspunten voor de beklimming van de Monte Stivo zijn Santa Barbara (1175 m) en de Passo Bordala (1253 m). Vanaf de 2059 meter hoge top heeft men uitzicht op het Gardameer en Monte Baldo in het zuiden, de Vooralpen van de Veneto in het oosten en de gletsjers van de Adamello, Carè Alto en Brentagroep in het noorden.